# Aphaenogaster lesbica
Aphaenogaster lesbica är en myrart som beskrevs av Auguste-Henri Forel 1913. Aphaenogaster lesbica ingår i släktet Aphaenogaster och familjen myror. Inga underarter finns listade i Catalogue of Life.